# Чернинг, Антон Фредерик
Антон Фредерик Чернинг (дат. Anton Frederik Tscherning;  12 декабря 1795, Фредериксверк, о. Зеландия, ‒ 29 июня 1874, Копенгаген) – датский государственный и политический деятель. Первый военный министр Дании (1848). Также известен как военный и педагог.
Сын полковника. В чине лейтенанта участвовал в наполеоновских и революционных войнах. В 1830‒1833 годах – преподаватель Высшей военной школы в Копенгагене. 
Противник абсолютизма и левый либерал, Чернинг был в 1846‒1856 годах председателем буржуазно-демократического общества друзей крестьян. В марте‒ноябре 1848 года занимал пост военного министра (в чине полковника). 
Внёс большой вклад в создание и организацию военной инфраструктуры и датской армии, участвовавшей в датско-прусской войне 1848‒1850. 
В 1849‒1866 годах был депутатом Учредительного собрания и парламента страны фолькетинга, выступал в 1866 году против реакционного пересмотра конституции. В 1854‒1864 годах входил в Государственный совет.